# (79271) Bellagio
(79271) Bellagio est un astéroïde de la ceinture principale.

## Description
(79271) Bellagio est un astéroïde de la ceinture principale. Il fut découvert le 28 septembre 1995 à Sormano par Valter Giuliani et Graziano Ventre. Il présente une orbite caractérisée par un demi-grand axe de 2,23 UA, une excentricité de 0,19 et une inclinaison de 5,1° par rapport à l'écliptique.

## Compléments